# 제임스 워터스턴
제임스 워터스턴(James Waterston, 1969년 1월 17일 ~ )은 미국의 배우이다.

## 출연 작품
- 더 듀스 (2016)
- 디얼 덤 다이어리 (2013)
- 바그다드의 소년들 (2002)
- 리틀 스윗하트 (1989)
- 죽은 시인의 사회 (1989)